# Бельский повет (Силезское воеводство)
Бельский повят (силезский) (пол. Powiat bielski (śląski)) — повят (район) в Польше, входит как административная единица в Силезское воеводство. Центр повята — город Бельско-Бяла (в состав повята не входит). Занимает площадь 457,23 км². Население — 150 425 человек (на 30 июня 2015 года).

## Административное деление
- города: Щирк, Чеховице-Дзедзице, Вилямовице
- городские гмины: Щирк
- городско-сельские гмины: Гмина Чеховице-Дзедзице, Гмина Вилямовице
- сельские гмины: Гмина Бествина, Гмина Бучковице, Гмина Ясеница, Гмина Явоже, Гмина Козы, Гмина Поромбка, Гмина Вильковице

| Герб | Гмина      | Статус            | Площадь, км² | Население, чел. | Административный центр |
| ---- | ---------- | ----------------- | ------------ | --------------- | ---------------------- |
|      | Бествина   | сельская          | 37,55        | 11 367          | Бествина               |
|      | Бучковице  | сельская          | 19,33        | 11 147          | Бучковице              |
|      | Вильковице | сельская          | 33,9         | 13 318          | Вильковице             |
|      | Вилямовице | городско-сельская | 56,72        | 16 858          | Вилямовице             |

## Демография
Население повята дано на 30 июня 2015 года.
|                     | Мужчины | Женщины | Всего, чел. |
| ------------------- | ------- | ------- | ----------- |
| Городское население | 21 429  | 23 027  | 44 456      |
| Сельское население  | 57 495  | 59 786  | 117 281     |
| Всего, чел.         | 78 924  | 82 813  | 161 737     |